# Памятник Хусто Хосе де Уркиса
Памятник Хусто Хосе де Уркиса (исп. Monumento a Justo José de Urquiza) — монумент в честь аргентинского генерала, политика и президента Аргентинской конфедерации Хусто Хосе де Уркиса, расположенный в районе Палермо в Буэнос-Айресе, Аргентина.

## История
Памятник работы скульпторов Ренцо Бальди и Эктора Роча был открыт в 1958 году. На постаменте возвышается конная статуя генерала Хусто Хосе де Уркиса. По бокам постамента находится барельефы со сценами битвы при Касеросе, состоявшейся состоялась 3 февраля 1852 года, когда Уркиса победил губернатора Буэнос-Айреса Хуана Мануэля де Росаса. Кроме того, на постаменте размещён барельеф, посвящённый принятию Конституции Аргентины 1 мая 1853 года.
Хусто Хосе де Уркиса (1801—1870) считается одним из освободителей испанских колоний в Южной Америке и основателем независимой Аргентины. Он был известным военным и политиком. Ему довелось несколько раз занимать пост губернатора провинции Энтре-Риос, а затем стать президентом Аргентинской Конфедерации (1854—1860).